# Trianon
Trianon je mrakodrap v německém městě Frankfurt nad Mohanem. Postaven byl podle návrhu, který vypracovala firma Novotny Mähner Assoziierte s pomocí jiných architektonických studií. Má 45 podlaží a výšku 186 m Výstavba probíhala v letech 1989 - 1993. Budova disponuje přibližně 85 000 m2 převážně kancelářských ploch.